# Jérôme David
Jérôme Frédéric Paul David, född 30 juni 1823, död 27 januari 1882, var en fransk baron och politiker. Han var sonson till Jacques-Louis David.
David var ursprungligen officer, var 1859–1870 medlem av lagstiftande församlingen som konservativt-klerikal bonapartist. Davids interpellation i senaten den 5 juli 1870 angående den hohenzollernska tronkandidaturen i Spanien spelade en viss roll vid brytningen med Preussen samma år. Augusti–september 1870 var han minister för offentliga arbeten och 1876–1881 medlem av deputeradekammaren.